# 手嶋恒三郎
手嶋 恒三郎（てしま つねさぶろう、1906年2月12日 - 1993年11月2日）は、日本の経営者。千代田火災海上保険社長、会長を務めた。宮城県出身。

## 経歴
1927年に小樽高等商業学校を卒業し、1928年8月に千代田火災海上保険に入社。1948年8月に取締役に就任し、1954年4月に常務、1958年6月に専務を経て、同年9月には社長に就任。1977年7月に会長に就任し、1980年7月に取締役相談役を経て、1983年7月には相談役に就任。
1969年6月に藍綬褒章を受章し、1976年4月に勲三等瑞宝章を受章。
1993年11月2日心不全のために死去。87歳没。